# Tomar do Geru
Tomar do Geru est une municipalité brésilienne située dans l'État du Sergipe.